# Шаблыгин, Марат Васильевич
Мара́т Васи́льевич Шаблы́гин (род. 20 мая 1932, Свердловск, СССР) — российский учёный и советский волейболист, доктор химических наук, профессор, заслуженный деятель науки Российской Федерации, мастер спорта СССР (1956), двукратный чемпион СССР (1957, 1959), игрок сборной СССР по волейболу (1954—1959), бронзовый призёр чемпионата мира (Париж, 1956), бронзовый призёр чемпионата Европы (Прага, 1958).

## Биография
Сын партийного и хозяйственного деятеля Василия Алексеевича Шаблыгина.

## Спортивная карьера
Выступал за команды: «Спартак» Ленинград (1953—1959), «Спартак» Москва (1960—1961).
Основное игровое амплуа — нападающий. Также отличался хорошей игрой в защите и мастерским выполнением второй передачи, что вывело его в разряд ведущих игроков ленинградского «Спартака», так как позволяло в полной мере реализовывать на площадке тактику игры, с успехом применявшуюся командой в те годы: нападение с первой передачи либо имитация этого действия с последующей передачей мяча для нападения другому игроку (так называемая «откидка») с целью обыграть блок соперника.
Наиболее успешно выступал в сезонах 1956—1959 годов, в течение которых в составе ленинградского «Спартака» дважды завоёвывал золотые награды первенства страны, а в составе сборной команды СССР становился многократным победителем и призёром международных соревнований самого высокого уровня, включая чемпионаты мира и Европы.

### Научная и преподавательская деятельность
Окончил инженерно-физический факультет ЛИТМО (1954).
Известный учёный в области текстильной спектроскопии, имеет более 300 опубликованных научных работ и ряд патентов на изобретения. Входил в состав ВАК.
Долгое время (1986—2011) работал заведующим кафедрой физики МГТУ им. А.Н. Косыгина. 